# احمدعلی مسعود انصاری
احمدعلی مسعود انصاری (متولد ۱۳۲۷) اقتصاددان ایرانی است که در دهه ۱۹۸۰ مورد اعتمادترین معتمد و مشاور مالی رضا پهلوی ولیعهد سابق ایران بود.
انصاری پسر محمدعلی مسعود انصاری از دیپلمات‌های بلندپایه ایران در دوران حکومت پهلوی است. مادر انصاری، مریم دریابیگی، دخترخاله فرح پهلوی است. انصاری در رشته اقتصاد تحصیل کرده و دانش‌آموخته دانشگاه‌های آدلفی و کالیفرنیا در سانتا باربارا است. مسعود انصاری دوست کودکی رضا پهلوی بود و شخصیتی پدرگونه برای او داشت. او سابقاً مرتباً در دربار رفت و آمد می‌کرد. : ۲۷۶  در روزهای پرآشوب پس از مرگ محمدرضا پهلوی، شاه سابق ایران و پدر رضا پهلوی، او به دلیل مسئولیت‌های سیاسی و بی تجربگی‌اش در امور مالی به مسعود انصاری روی آورد تا در مدیریت امور مالی روزمره‌اش به او کمک کند تا او بتواند بر تدوین یک استراتژی برای خارج کردن ایران از کنترل سید روح‌الله خمینی تمرکز کند. به گفته انصاری آنها در این زمان «مثل دو برادر بودند، نمی‌توانستید [به هم] نزدیک تر از آن باشید.» انصاری گفته زمانی که آنها در قصری در مصر اقامت داشتند، «این دو در یک عصیان جوانانه، ساعت دو صبح از دست مادر کنترل‌گر او، ملکه فرح پهلوی گریختند.» پهلوی میلیون دلار پول نقد و املاک خود و برادر و مادرش را به انصاری سپرد، که بیشتر این پول در کردیتبانک سوئیس و نیز بانکی در آنگیلا و یک شرکت نفتی آمریکایی و یک شرکت ساختمانی در فرفکس ویرجینیا ذخیره شد. انصاری تجربه ساختمان سازی به عنوان پیمانکار را نیز داشت و در دهه هفتاد میلادی در ایران برای حکومت مدرسه ساخته بود. پهلوی در سال ۱۹۸۵ به انصاری مأموریت داد ۹ جریب فرنگی زمین در گریت فالز، ویرجینیا در حومه ده مایلی واشینگتن، دی سی بخرد. انصاری برای ساخت قصر در تبعید پهلوی یکی از معماران ایرانی در شمال ویرجینیا را استخدام کرد. او در آنجا عمارتی ۳٫۲ میلیون دلاری بنا کرد که قصر در تبعید او شد. پهلوی به همراه انصاری و شماری از سلطنت طلبان تبعیدی در این خانه اقامت گزیدند. : ۲۷۲–۲۷۶  انصاری به او گفته بود «اگر نمی‌توانی یک امپراتوری سیاسی داشته باشی، من به تو یک امپراتوری اقتصادی می‌دهم.» پهلوی و انصاری در خانه پهلوی در ویرجینیا افراد را به حضور می‌پذیرفتند و همچون یک دادگاه در اختلافات تبعیدیان مقیم واشینگتن میانجیگری می‌کردند. آنها کنشگران سیاسی، مأموران مخفی، و کنشگران ضد شورش از سراسر جهان را برای کمک به او برای به دست آوردن دوباره تخت پادشاهی به خدمت می‌گرفتند.: ۲۷۸ 
ساختار پیچیده امور مالی پهلوی باعث گیج شدن و دلسرد شدن پهلوی نسبت به انصاری شد. سرمایه‌گذاری‌های بی ملاحظه در سرمایه‌گذاری قراردادهای آتی کالاهای اقتصادی در بحران‌های اقتصادی سال ۱۹۸۷ یکی از بزرگ‌ترین زیان‌ها را به آنها وارد کرد: ۲۸۱  که بالغ بر ۵٫۵ میلیون دلار بود. در پی بحران اقتصادی ۱۹۸۷ پس از این که پهلوی روایت‌های ضد و نقیضی در خصوص دارایی‌هایش شنید شخصاً در سال ۱۹۸۹ به سوئیس رفت و مشاهده کرد در صندوق امانات او در کردیتبانک سوییس اثری از پول‌ها و املاکش نیست، و انصاری را از سمتش برکنار کرد. در سال ۱۹۹۰, پهلوی و انصاری شکایاتی را علیه یکدیگر طرح کردند. پهلوی انصاری را به اختلاس مبلغ ۲۴ میلیون دلار متهم کرد در حالی که انصاری مدعی حق حبس ۱٫۷ میلیون دلاری علیه پهلوی شد. در جریان دادرسی، وکیل پهلوی به دادگاه گفت «پهلوی به دلیل الزامات ناشی از مسئولیت‌های سیاسیش و بی تجربگی در مسایل مالی، مجبور بود برای مدیریت منابع مالیش به‌طور کامل به انصاری اعتماد کند. در طول سالیان هیچ‌کس به هیچ وجه جای انصاری به عنوان معتمد پهلوی را نگرفت. متقابلاً، هیچ‌کس به اندازه انصاری در اعتماد پهلوی خیانت نکرد» و انصاری را به جاسوسی برای نظام جمهوری اسلامی ایران متهم کرد. انصاری این اتهامات را رد و پهلوی را متهم کرد با حیف و میل پولش را بر باد داده است، و اظهار داشت که وفادارانه دستورهایی را اجرا کرده که پهلوی از آنها مطلع بوده است. انصاری برای پرداخت پول وکلایش از جمهوری اسلامی ایران پول دریافت کرد و در تلویزیون ایران ظاهر شد. اسناد پرداخت‌های آنها که در جریان دادگاه ارائه شد نشان داد زندگی آنها از آغاز تا چه میزان با کار سیاسی درآمیخته بوده: خرید شرکت‌های نفتی و سرمایه گذاری در قراردادهای آتی ارز و املاک و استفاده از عواید آن برای خرید همپیمانان برای خود. انصاری برای خود خانه ای در گریت فالز خریده بود، که چشم اندازی به مراتع آنجا داشت. به دوستانش کمک کرده بود در مجتمع مانتیچلو ملک بخرند. به دوستش وام داده بود تا آپارتمان بخرد. : ۲۸۱  دادگاه از انصاری خواست حساب کاملی از نحوه مدیریت پولش ارائه دهد، ولی او متهم کرد که اسناد برای پیشگیری از مصادره آنها از بین برده شده‌اند. در سال ۱۹۹۶، دادگاه حکم کرد که انصاری باید ۷٫۳ میلیون دلار به خانواده پهلوی پس بدهد و او را ۲ میلیون دلار دیگر هم جریمه کرد.
انصاری در گریت فالز، ویرجینیا، در حومه واشینگتن دی سی زندگی می‌کند. انصاری چندین کتاب نوشته است. به گزارش واشینگتن پست در سال ۱۹۹۶، از کتاب اول او ۱۰۰ هزار نسخه در ایران برای بی‌اعتبارسازی خانواده سلطنتی به چاپ رسیده است. رسانه‌های جمهوری اسلامی ایران در ادعاهای خود در خصوص ثروت خاندان پهلوی به انصاری استناد کرده‌اند. به گفته فرح پهلوی در مستند «از تهران قاهره» انصاری به این خانواده نزدیک شد تا «بخشی از اموال را بالا بکشد».